# معركة كانو (1903)
كانت معركة كانو معركة مهمة بين الإمبراطورية البريطانية وإمارة كانو التابعة لخلافة صكتو.

## خلفية
في عام 1899، أعلن اللورد لوغارد إنشاء محمية بريطانية على جزء كبير من أراضي خلافة صكتو. مع فشل العديد من المبادرات الدبلوماسية للخليفة، في عام 1900 تم إطلاق حملة عسكرية لإخضاع الخلافة. حملت حملة التهدئة البريطانية التي أطلق عليها حملة «حملة كانو-صكتو» انطلاقًا من زاريا في نهاية يناير 1903 بقيادة العقيد مورلاند. الضباط البريطانيين وضباط الصف و 800 مشاة أفارقة. وبعيدا عن مجموعة من المشاة شنت وعدد قليل من المدفعية، وتألفت القوة كلها من المشاة. تم دعمها، مع ذلك، بأربعة 75 ملم. المدافع الجبلية، والتي يمكن عند الضرورة تفكيكها ونقلها بواسطة الحمالين، وستة رشاشات. 

## معركة
بعد قتال متقطع خارج جدران الحصن، تمكن البريطانيون من اختراق المعايير الدفاعية للعاصمة. كان كانو في الغالب بلا حماية في ذلك الوقت، وكان الأمير غائبًا عن فرقة الفرسان الكبيرة في حملة الخريف في صكتو. أرسلت أخبار أسر البريطاني كانو في فبراير 1903 الفرسان في مسيرة طويلة لاستعادة المدينة.
في كانو، تم إعلان محمد عباس أمير كانو وبعد معركة كواتاركواشي، تم دمج آخر سلاح الفرسان في كانو في قوة الخليفة في سوكوتو.